# Аталанди (бухта)
Атала́нди, также Атала́ндис (греч. Κόλπος Αταλάντης) — бухта залива Вориос-Эввоикос Эгейского моря, в Греции, в исторической области Локрида, к востоку от города Аталанди. Административно относится к общине Локри в периферийной единице Фтиотида в периферии Центральная Греция.
С запада бухту ограничивает мыс Акрица, с востока — мысы Керата (ακρωτήριο Κέρατα) и Теологос.
В бухте находятся острова Аталанди и Гайдарос. У северо-западного берега острова Аталанди расположен островок Айос-Николаос (Άγιος Νικόλαος) с церковью Святого Николая и маяком.

## История
Около современного города Аталанди находятся развалины древнего Опунта, родины Патрокла, главного города Опунтской Локриды. Гаванью Опунта считался город Кинос. Бухта Аталанди в древности называлась Опунтским заливом (Ὀπούντιος κόλπος, лат. Opuntius Sinus).
Остров Аталанди упоминается Страбоном как Аталанта напротив Опунта, одноимённая с островом напротив Аттики, близ острова Пситалея. По Диодору Сицилийскому, Аталанта оторвалась от материка в результате землетрясения 426 года до н. э.. Согласно Страбону:
Говорят, что на острове Аталанта (что около Евбеи) после образования в средней его части расселины в центре возник судоходный канал и некоторые равнины острова были затоплены на расстоянии 20 стадий; триера, стоявшая на верфи, была поднята волной и переброшена через стену.
В ходе Архидамовой войны, первого этапа Пелопоннесской войны афиняне укрепили Аталанту. По Фукидиду при землетрясении 426 года до н. э. «оторвало часть афинского укрепления, а из двух вытянутых на сушу кораблей один изломало». По Никиеву миру остров афиняне должны были вернуть.
В византийское время, в 565 году во время правления Юстиниана I впервые упоминается город Таланди («Ταλάντι»).